# 孔蒂蘇尤
孔蒂蘇尤（克丘亞語：Kunti Suyu；西班牙語：Contisuyo／Condesuyo，中文亦有譯成「昆蒂蘇尤」），印加帝國四大行政區之一。印加人以國都庫斯科為中心，把西面部份稱為「孔蒂蘇尤」。